# Semington
Semington – wieś w Anglii, w hrabstwie Wiltshire. Leży 39 km na północny zachód od miasta Salisbury i 142 km na zachód od Londynu. W 2001 miejscowość liczyła 830 mieszkańców.